# Republikanerna (Frankrike)
Republikanerna (franska: Les Républicains), tidigare Union pour un mouvement populaire (UMP), är Frankrikes största borgerliga parti, grundat 2002 under namnet Union för presidentmajoriteten. Den 30 maj 2015 bytte partiet namn till Republikanerna. Partiet är en sammanslagning av flera borgerliga partier.
Ledare för Republikanerna är Christian Jacob. Tidigare leddes partiet av Nicolas Sarkozy, Frankrikes president mellan 2007 och 2012. Andra framträdande politiker är den tidigare presidenten Jacques Chirac, den förre premiärministern François Fillon samt den tidigare utrikesministern och nuvarande borgmästaren i Bordeaux Alain Juppé.
I Europaparlamentet ingår UMP i den konservativa och kristdemokratiska gruppen Europeiska folkpartiets grupp (kristdemokrater) (EPP).

## Historia
Inför presidentvalet 2002 gick tre franska högerpartier (som alla stödde president Chiracs omvalskampanj) samman och bildade valkartellen Union i rörelse. Efter att Chirac återvalts började man istället förbereda sig för parlamentsvalet och bildade Unionen för Presidentmajoriteten, som några månader senare bytte namn till Folkrörelseunionen.
Bakom Republikanerna står gaullistiska Samling för Republiken (RPR), det marknadsliberala Liberal Demokrati (DL), många kristdemokrater (som Philippe Douste-Blazy och Jacques Barrot), socialliberala Radikala Partiet och mittenpartiet Folkpartiet för Fransk demokrati.
I juni 2010 lämnade den tidigare premiärministern Dominique de Villepin partiet för att bilda ett nytt parti, Solidarisk republik.
I parlamentsvalet 2012 erövrade UMP 194 mandat. Från 2012 till Sarkozys återkomst 2014 var Jean-François Copé partiets ordförande.
Under ledning av Sarkozy genomdrevs omfattande organisatoriska förändringar i kombination med byte av namn till Republikanerna i maj 2015.
Inför presidentvalet 2017 införde Republikanerna primärval för att få fram sin presidentkandidat. Primärvalet genomfördes i två omgångar i november 2016. I den första omgången 20 november 2016 ställde sju kandidater upp, varav François Fillon och Alain Juppé gick vidare till den andra omgången. Bland de utslagna fanns tidigare presidenten Nicolas Sarkozy och Nathalie Kosciusko-Morizet.  Partiets presidentkandidat gick inte vidare till den andra omgången.
I parlamentsvalet 2017 fick Republikanerna omkring 113 platser, betydligt mindre än vad de hade hoppats på.